# جيمي كيليستينو
جيمي كيليستينو دياز براغانسا (بالبرتغالية: Jaime Bragança‏) من مواليد 9 يونيو 1984، لاعب كرة قدم برتغالي.
بدأ مسيرته الكروية مع رديف نادي ماريتيمو، في عام 2004 انتقل إلى نادي سانتا كلارا، في عام 2005 انتقل إلى نادي أولهانينس، في عام 2006 انتقل إلى نادي جوندومار، في عام 2007 انتقل إلى نادي الرفاع البحريني، وفي فبراير 2008 أعير إلى نادي الساحل الكويتي.

## روابط خارجية
- جيمي كيليستينو على موقع قاعدة بيانات كرة القدم.إي يو (الإنجليزية)
- جيمي كيليستينو على موقع بيانات كرة القدم. دي إي (الألمانية)
- جيمي كيليستينو على موقع Soccerway.com (الإنجليزية)
- جيمي كيليستينو على موقع عالم كرة القدم.نت (الإنجليزية)
- جيمي كيليستينو على موقع كووورة